# West End Mixtape Sessions, Vol. 1
Albums de Marley Marl
Re-Entry
(2001) Hip Hop Lives
(2007)
West End Mixtape Sessions, Vol. 1 est une compilation de Marley Marl, sortie le 13 septembre 2005.

## Liste des titres
| 1.  | Heartbeat (Interprété par Taana Gardner)                               | 2:55 |
| 2.  | A Heartbeat Rap (Interprété par Sweet G)                               | 1:13 |
| 3.  | No Sense (Interprété par D'Bora)                                       | 2:03 |
| 4.  | Fresh Avenue (Interprété par Diamond D)                                | 3:03 |
| 5.  | Get Into the Mix (Interprété par DJ Divine)                            | 1:41 |
| 6.  | Sessomatto (Interprété par Sesso Matto)                                | 2:58 |
| 7.  | B-Beat Classic (Interprété par B+)                                     | 3:34 |
| 8.  | Do It to the Music (Interprété par Raw Silk)                           | 5:13 |
| 9.  | Don't Make Me Wait (Interprété par les NYC Peech Boys)                 | 5:42 |
| 10. | Ride on the Rhythm (Interprété par Mahogany featuring Bernice Watkins) | 3:46 |
| 11. | Heat You Up (Melt You Down) (Interprété par Shirley Lites)             | 4:50 |
| 12. | Is It All Over My Face (Interprété par Loose Joints)                   | 6:06 |
| 13. | Work That Body (Interprété par Taana Gardner)                          | 4:18 |
| 14. | Give Your Body (Up to the Music) (Interprété par Billy Nichols)        | 3:18 |
| 15. | When You Touch Me (Interprété par Taana Gardner)                       | 7:23 |
| 16. | Move Like This (featuring MC Shan)                                     | 4:21 |

| 1. | B-Beat Classic (Interprété par B+)                        | 5:49  |
| 2. | Fresh Avenue (Interprété par Diamond D)                   | 7:02  |
| 3. | Sessomatto (Interprété par Sesso Matto)                   | 10:32 |
| 4. | No Sense (Interprété par D'Bora)                          | 6:56  |
| 5. | Get Into the Mix (Interprété par DJ Divine)               | 6:37  |
| 6. | Is It All Over My Face (Interprété par Loose Joints)      | 7:08  |
| 7. | Heat You Up, Melt You Down (Interprété par Shirley Lites) | 6:59  |
| 8. | Move Like This (Breaks) (featuring MC Shan)               | 4:21  |